# Argyrogrammana rameli
Argyrogrammana rameli is een vlindersoort uit de familie van de prachtvlinders (Riodinidae), onderfamilie Riodininae.
Argyrogrammana rameli werd in 1930 beschreven door Stichel.